# Gerberga (Geldern)
Gerberga war die Mutter der Adelheid von Vilich, Tochter des lothringischen Pfalzgrafen Gottfried von Jülich und Enkelin des westfränkischen Karl III.

## Werdegang
Über Geburtsort und ein Geburtsjahr Gerbergas ist nicht viel bekannt. Gerberga war die Tochter des lothringischen Pfalzgrafen Gottfried und hatte vier Brüder.
Vor dem Jahr 960 muss Gerberga Megingoz von Geldern geheiratet haben, da im Jahr 960 ihr erstes von fünf Kindern zur Welt kam. Ihr erstes Kind war ihr einziger Sohn.

### Kinder
- Gottfried (* spätestens 960; † 976/977 in Böhmen)
- Irmtrud
- Alvera
- Bertrada († vor 1002 in Köln); Äbtissin von St. Maria im Kapitol Köln
- Adelheid (* zwischen 965 und 970 in Geldern; † 1015 Köln); Äbtissin St.-Adelheidis-Stift

### Stiftsgründung in Vilich
Nach dem Tod ihres Sohnes gründeten Gerberga und ihr Gatte Megingoz in Vilich eine Stift. Beide gaben sich dem Dienst in der Kirche hin und entsagten ihren ehelichen Pflichten. Megingoz verweilte bis zu seinem Tod in Geldern und ging dort seinen Pflichten nach. Gerberga blieb in Vilich und wohnte dort dem Bau der neuen Kirche bei. Sie sorgte für Ordnung und schnelles Arbeiten in der Bauphase. Nach der Vollendung des Stifts stellte sie ihre Tochter Adelheid als Leiterin des Stifts ein.
Die Frömmigkeit Gerbergas wünschte, dass der Stift nach der Regel des hl. Benedikts geführt werde. Ihre Tochter Adelheid lehnte dies ab. Erst nach dem Tod Gerbergas formte Adelheid den Stift nach der Benediktsregel um und machte ein Kloster daraus.